# Габалинский олимпийский спортивный комплекс
Габалинский олимпийский спортивный комплекс — спортивный комплекс г. Габала.

## Общие сведения
Открыт 18 ноября 2011 года. Расположен в центре г. Габала.
Строительство комплекса осуществлено с 2007 по октябрь 2011 года.
Комплекс расположен на земельном участке в 4,3 гектар.
Состоит из двух этажей. Площадь здания — 9 000 м2.
В комплексе действуют спортивный зал на 720 мест, плавательный бассейн, тренажерные залы, тренировочные залы.
В плавательном бассейне установлена влаговпитывающая установка. Расположены трибуны на 80 мест.

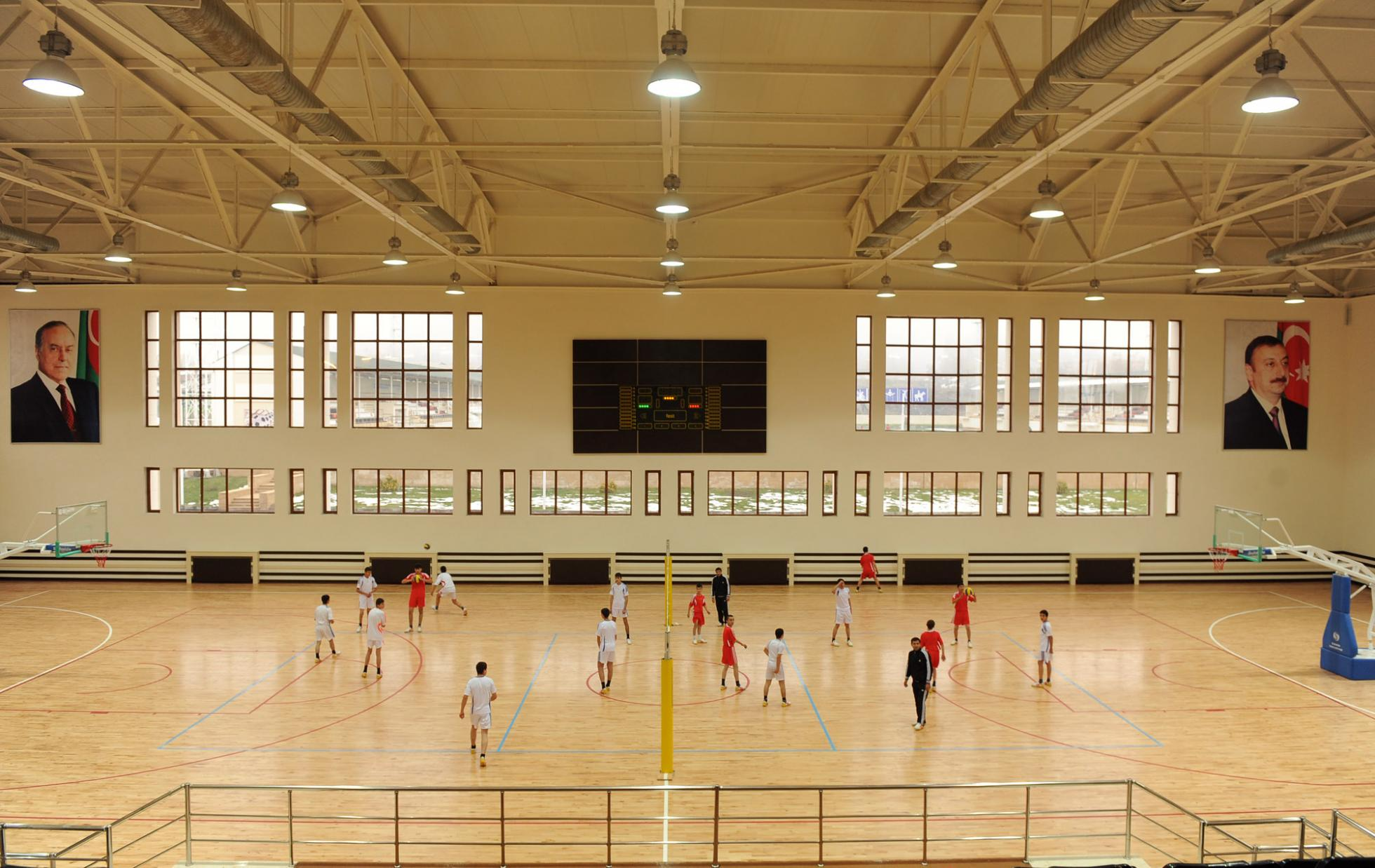
Спортивный зал

Действуют открытый стадион с искусственным покрытием на 1540 зрителей, площадки для мини-футбола, теннисный корт, баскетбольная и волейбольная площадки.